# VfL Bochum 1848 Tanzsportabteilung
Der VfL Bochum 1848 e.V. Tanzsportabteilung ist ein Tanzsportverein in Bochum. Der 1934 gegründete Verein ist eine selbständige Abteilung des VfL Bochum 1848 e. V. Bis März 2016 hieß er Ruhr-Casino Bochum e. V. – TSC im VfL Bochum 1848 e. V.
Der Verein verfügt über ein breites Angebot im Turniertanzsport, vor allem in den Bereichen lateinamerikanische Tänze als Paar- sowie Formationstanzen, sowie über Angebote im Breitensport- und Tangobereich. Auch im Kinder- und Jugendbereich ist der Verein tätig und bietet ein Angebot innerhalb der Sparten tänzerischer Früherziehung, Hip-Hop, Disco Dance und seit 2016 auch der Standard- und Lateintänze. Seit Ende 2016 verfügt der Verein über die Sparte „Cheerdance“ und ist hier mit vier „Pom“- und „Hip-Hop“-Gruppen, die auch an Meisterschaften teilnehmen.

## Lateinformationen

### A-Team
Das A-Team des Ruhr-Casino Bochum ging in der Saison 2004/05 erstmals in der Landesliga West Latein mit dem Thema „AIDA“ an den Start. Nachdem das Team in der Liga alle Turniere gewinnen konnte, belegte es auch im Aufstiegsturnier zur Oberliga West Latein den 1. Platz. Auch in der Oberliga West konnte das Team in der Saison 2005/06 alle Turniere gewinnen und qualifizierte sich somit für die Teilnahme am Aufstiegsturnier zur Regionalliga West Latein, das das Team ebenfalls gewann.
In der Saison 2006/07 ging das A-Team mit dem neuen Thema „Ethno“ in der Regionalliga West Latein an den Start und belegte am Ende den 3. Platz. In der Saison 2007/08 gewann das Team alle Turniere in der Regionalliga West und stieg nach dem Gewinn des Aufstiegsturniers in die 2. Bundesliga Latein auf. Dort trat das A-Team mit dem musikalischen Thema „Dreamgirls“ an, konnte die Liga aber nicht halten und stieg am Ende der Saison 2008/09 wieder in die Regionalliga West ab.
In der Saison 2010/11 konnte das Team die Regionalliga West Latein und das anschließende Aufstiegsturnier zur 2. Bundesliga Latein gewinnen und stieg so in die 2. Bundesliga auf, wo in der Saison 2011/12, die das Team mit dem musikalischen Thema „Fame“ auf dem 2. Platz abschloss, der „Durchmarsch“ in die 1. Bundesliga unter den Trainern Lars Biercher und Miriam Perplies gelang. In den Saisons 2012/13 und 2013/14 tanzte das Team zum musikalischen Thema „For you“ in der 1. Bundesliga Latein (6. bzw. 5. Platz). In der Saison 2014/15 und 2015/16 hieß das musikalische Thema „Up High on Heels“. Am Ende der Saison 2015/16 stieg die Mannschaft in die 2. Bundesliga Latein ab.
Trainer des A-Teams in der Saison 2016/17 sind Lars Biercher und Robin auf’m Kamp.

### B-Team
Das B-Team des Ruhr-Casino Bochum entstand 2005 aus der Aufbaugruppe des Vereins. In der Saison 2005/06 ging das Team mit dem Thema „AIDA“ erstmals in der Landesliga West Latein an den Start. Mit dem Erreichen des 1. Platzes in der Liga qualifizierte sich das Team für die Teilnahme am Aufstiegsturnier zur Oberliga West Latein, in der es den 3. Platz und damit den Aufstieg in die Oberliga West Latein schaffte.
In der Oberliga West erreichte das Team in der Saison 2006/07 den 2. Platz. Im anschließenden Aufstiegsturnier zur Regionalliga West Latein erreichte das Team den 4. Platz und trat so in der Saison 2007/08 erneut in der Oberliga West mit dem neuen Thema „Ethno“ an, wo es am Ende den 5. Platz belegte.
Bis zum Ende der Saison 2010/11 trat das Team in der Oberliga West Latein an und schloss die Saison auf dem 2. Platz der Liga ab. Das anschließende Aufstiegsturnier zur Regionalliga West Latein gewann das Team und tanzte bis zur Saison 2014/15 in der Regionalliga West Latein. In der Saison 2014/15 gewann die Mannschaft die Liga mit dem musikalischen Thema „Up High on Heels“ und konnte sich mit dem Gewinn des Aufstiegsturnier den Aufstieg in die 2. Bundesliga Latein sichern. In der darauffolgenden Saison 2015/16 tanzte sie ebenfalls wieder zum musikalischen Thema „Up High on Heels“, konnten sich aber nicht in der 2. Bundesliga halten und steig wieder in die Regionalliga West Latein ab. In der Saison 2016/17 tanzt die Mannschaft zum musikalischen Thema „Fame“.
Trainer sind Marcel Keruth und Nadine Schulze, die zur Saison 2016/17 das langjährige Trainerduo Lars Biercher und Robin auf’m Kamp ablösten.

### C-Team
Seit Anfang März 2008 gibt es mit dem C-Team eine dritte Lateinformation im Verein, die in der Saison 2008/09 erstmals in der Landesliga West Latein mit dem Thema „Pop Classics“ antrat. Die Formation gewann die Liga erreichte mit dem 2. Platz des Aufstiegsturniers den Aufstieg in die Oberliga West auf. Seitdem tanzte das Team in der Oberliga West Latein.
In der Saison 2012/13 gewann die Mannschaft mit dem Thema „Fame“ alle fünf Liga-Turniere mit der bestmöglich Wertung von insgesamt 25 Einsen und qualifizierte sich damit für das Aufstiegsturnier zur Regionalliga. Das Aufstiegsturnier konnte die Mannschaft ebenfalls für sich entscheiden und ging somit in der Saison 2013/14 in der Regionalliga West Latein an den Start.
In der Regionalliga West Latein tanzte die Mannschaft nochmal zum musikalischen Thema „Fame“. Unter den Trainern Miriam Perplies, Gaby Nolting und Andreas Schindler konnte die Liga nicht gehalten werden, wodurch das Team in der Saison 2014/15 wieder in der Oberliga West Latein startete. Es schloss hier mit dem Thema „For You“ mit dem 3. Platz ab, wodurch es sich unter den Trainern Sebastian Tiemann und Andreas Schindler für das Aufstiegsturnier qualifizierte.
In der Saison 2015/16 platzierte sich das Team wieder mit dem Thema „For You“ unter den Trainern Marcel Keruth und Nadine Schulze im Mittelfeld und belegte in der Oberliga West Latein den 4. Platz.

### D-Team
In der Saison 2012/13 und 2013/14 trat auch ein D-Team für den Ruhr-Casino Bochum zu Ligawettkämpfen in der Landesliga West Latein an.